# طغون (پسر قوبلای خان)
طغون (مغولی: Тогоон؛ ? – ۱۳۰۱) نهمین پسرِ قوبلای خان بنیانگذار دودمان یوآن،  بود. فرمانده سپاه حمله کننده به ویتنام بود.